# 桃山町
桃山町（ももやまちょう）は、和歌山県にあった町。町の西端、ほぼ貴志川町との境界を貴志川が北東流する。
町名は当町が桃の産地であることにちなむ（京都の桃山とは無関係）。その名のとおり桃が有名で、開花時期になると県外からも多くの花見客が訪れる。
2005年11月7日に打田町・粉河町・那賀町・貴志川町と合併、市制施行して紀の川市となり廃止した。かつての町域は紀の川市桃山町となっている。

## 地理
和歌山県の北部に位置する。
- 河川 : 紀ノ川、貴志川

## 歴史
- 1956年（昭和31年）8月1日 - 安楽川町・調月村・奥安楽川村が合併して発足。
- 1957年（昭和32年）8月1日 - 海草郡細野村の一部（大字垣内・細野中畑・峯・根来窪）を編入。
- 2005年（平成17年）11月7日 - 打田町・粉河町・那賀町・貴志川町と合併して紀の川市が発足。同日桃山町廃止。

## 教育
- 町内に高等学校・大学はない
- 中学校
  - 桃山町立荒川中学校（現・紀の川市立荒川中学校）
  - 桃山町立桃山中学校（2005年4月1日、桃山町立荒川中学校へ統合）
- 小学校
  - 桃山町立安楽川小学校（現・紀の川市立安楽川小学校）
  - 桃山町立調月小学校（現・紀の川市立調月小学校）
  - 桃山町立細野小学校（1990年休校）
  - 桃山町立桃山小学校（合併後紀の川市立桃山小学校となり、2008年4月1日に紀の川市立安楽川小学校へ統合）
    - 桃山町立桃山小学校野田原分校（1993年休校）

## 交通

### 鉄道路線
町内を通る鉄道路線はない。周辺の自治体には、南海電気鉄道貴志川線（貴志川町）、西日本旅客鉄道（JR西日本）和歌山線（岩出町・打田町・粉河町・那賀町）が通っている。

### 道路
- 一般国道
  - 国道424号
- 県道
  - 和歌山県道3号かつらぎ桃山線
  - 和歌山県道128号桃山下井阪線
  - 和歌山県道129号垣内貴志川線
  - 和歌山県道130号桃山丸栖線

## 出身有名人
- 桂文福
- 山口明夫（日本IBM社長）
- 大黒ケイイチ